# Цветково (Михайловский район)
Цветково (укр. Цвіткове) — село,
Пришибский поселковый совет,
Михайловский район,
Запорожская область,
Украина.
Население по данным 1990 года составляло 300 человек.
Село ликвидировано в после 1990 года.

## Географическое положение
Село Цветково примыкало к пгт Пришиб.

## История
- ? — село присоединено к пгт Пришиб.